# Ministerio de Ciencia y Tecnología (Vietnam)
El Ministerio de Ciencia y Tecnología (MOST en inglés, y en vietnamita: Bộ Khoa học và Công nghệ) es un ministerio del gobierno de Vietnam responsable de la administración estatal de las actividades científicas y tecnológicas; desarrollo de potencialidades científicas y tecnológicas; propiedad intelectual; normas, metrología y control de calidad; energía atómica, radiación y seguridad nuclear.

## Unidades ministeriales
- Departamento de Ciencias Sociales y Naturales
- Departamento de Ciencia y Tecnología de las Ramas Económico-Técnicas
- Departamento de Evaluación, Examen y Evaluación de Tecnología
- Departamento de Alta Tecnología
- Departamento de Planificación y Asuntos Generales
- Departamento de Finanzas
- Departamento de Cooperación Internacional
- Departamento de Legislación
- Departamento de Organización y Personal
- Inspección del Ministerio
- Oficina del Ministerio
- Oficina Nacional en la Región Sur
- Agencia Estatal de Innovación Tecnológica
- Agencia Nacional para el Desarrollo del Emprendimiento y Comercialización de Tecnología
- Oficina Nacional de la Propiedad Intelectual
- Agencia de Energía Atómica de Vietnam
- Agencia Nacional de Información Científica y Tecnológica
- Agencia de Vietnam para la Radiación y la Seguridad Nuclear
- Dirección de Normas, Metrología y Calidad
- Junta Directiva del Parque de Alta Tecnología Hoa Lac

## Unidades administrativas
- Instituto Nacional de Estudios de Política y Estrategia de Ciencia y Tecnología (NISTPASS en inglés)
- La Oficina de Programas Nacionales de Investigación C&T
- Centro de Tecnologías de la Información y las Comunicaciones
- Revista de ciencia y tecnología de Vietnam
- Instituto de Capacitación Gerencial MOST
- Centro Nacional para el Progreso Tecnológico (NACENTEC)
- Comisión de Energía Atómica de Vietnam (VAEC)
- Instituto de Investigación de Propiedad Intelectual de Vietnam (VIPRI)
- Centro de Vietnam para la Evaluación de la Ciencia y la Tecnología
- Centro para la Promoción de la Internacionalización de la Ciencia y la Tecnología de Vietnam (VISTIP)
- Instituto de Investigación y Desarrollo Regional
- Centro de Comunicación Científica y Tecnológica
- Periódico VnExpress
- Oficina de Acreditación
- Oficina de Registro de Actividades de Ciencia y Tecnología
- Editorial de Ciencia y Técnica
- Oficina de Certificación de Actividades de Alta Tecnología y Empresas C&T
- Instituto Nacional de Patentes y Explotación Tecnológica